# Regioner i England
England er siden 1994 inddelt i ni regioner, også kaldet Government Office Regions. Som del af NUTS-systemet er de ni regioner, sammen med Skotland, Wales, og Nordirland, på NUTS 1-niveau. Indtil Brexit fungerede regionerne som valgkredse til Europaparlamentet. Oprindeligt var der 10 regioner, men i 1998 blev Merseyside lagt ind under North West England.
Indtil 2011 havde hver region et afdelingskontor og nogen fastsatte institutioner. Regionen Greater London har siden 2000 været styret af the Greater London Authority, bestående af en borgmester og en folkevalgt forsamling. Tony Blairs regering ønskede at oprette folkevalgte regionsforsamlinger i resten af England, men efter en folkeafstemning i North East England sagde nej, blev yderligere folkeafstemninger aflyst.

## Liste
De ni regioner i England er listen nedenfor. Befolkningstal er fra midten af 2019, og arealtal er i kvadratkilometer. Data er fra the Office for National Statistics.
| Region                   | Befolkning | Areal (km2) | Ceremonielle grevskaber                                                                                   |
| ------------------------ | ---------- | ----------- | --- |
| East Midlands            | 4.835.928  | 15.623      | Derbyshire, Leicestershire, Lincolnshire (delvist), Northamptonshire, Nottinghamshire, Rutland            |
| East of England          | 6.236.072  | 19.119      | Bedfordshire, Cambridgeshire, Essex, Hertfordshire, Norfolk, Suffolk                                      |
| Greater London           | 8.961.989  | 1.572       | City of London, Greater London                                                                            |
| North East England       | 2.669.941  | 8.574       | County Durham, North Yorkshire (delvist), Northumberland, Tyne and Wear                                   |
| North West England       | 7.341.196  | 14.107      | Cheshire, Cumbria, Greater Manchester, Lancashire, Merseyside                                             |
| South East England       | 9.180.135  | 19.072      | Berkshire, Buckinghamshire, East Sussex, Hampshire, Isle of Wight, Kent, Oxfordshire, Surrey, West Sussex |
| South West England       | 5.624.696  | 23.837      | Bristol, Cornwall, Devon, Dorset, Gloucestershire, Somerset, Wiltshire                                    |
| West Midlands            | 5.934.037  | 12.998      | Herefordshire, Shropshire, Staffordshire, Warwickshire, West Midlands, Worcestershire                     |
| Yorkshire and the Humber | 5.502.967  | 15.405      | East Yorkshire, Lincolnshire (delvist), North Yorkshire (delvist), South Yorkshire, West Yorkshire        |
| England                  | 56.286.961 | 130.309     | Alle 48                                                                                                   |

## Forslaget om folkevalgte regionsforsamlinger
Som en del af den samme proces som ledte til oprettelsen af egne nationalforsamlinger i Skotland, Wales og Nordirland blev det bestemt, at der skulle holdes folkeafstemninger i regionerne om hvorvidt de ønskede at oprette folkevalgte regionsforsamlinger. Afstemning blev afholdt i North East England 4. november 2004, med en klar flertal imod oprettelse af et regionsråd. Andre afstemninger blev først udsat for at vurdere muligheden for at tage imod alle stemmer via post, og planlagte afstemninger i North West England og Yorkshire and the Humber blev siden aflyst.
Modstanden mod sådanne forsamlinger er først og fremmest kommet fra det Konservative Parti, men også mange i Labour har været svært skeptiske. Hovedargumentet mod ordningen er at i stedet for at flytte magt fra centralregeringen og ned i systemet vil de snarere flytte magt op i systemet fra grevskaberne (amterne).[kilde mangler]

## Kritik af inddelingen
Det er rettet kritik fra mange sider imod inddelingen, som i stor grad er baseret på en inddeling, som blev foretaget under 2. verdenskrig i forbindelse med organisering af civilforsvaret. Nogen konkrete ankepunkter er:[kilde mangler]
- North West England er strakt for langt; Cumbria hører mere naturlig hjemme i North East England,
- The East of England er for lidt homogen i forhold til geografien, fra moseområderne i East Anglia til London-forstæderne i Essex og Hertfordshire,
- South East England er for stor, både i areal og befolkningstal,
- South West England burde ikke omfatte Gloucestershire, men burde omfatte Hampshire og Berkshire.